# 광역경찰청

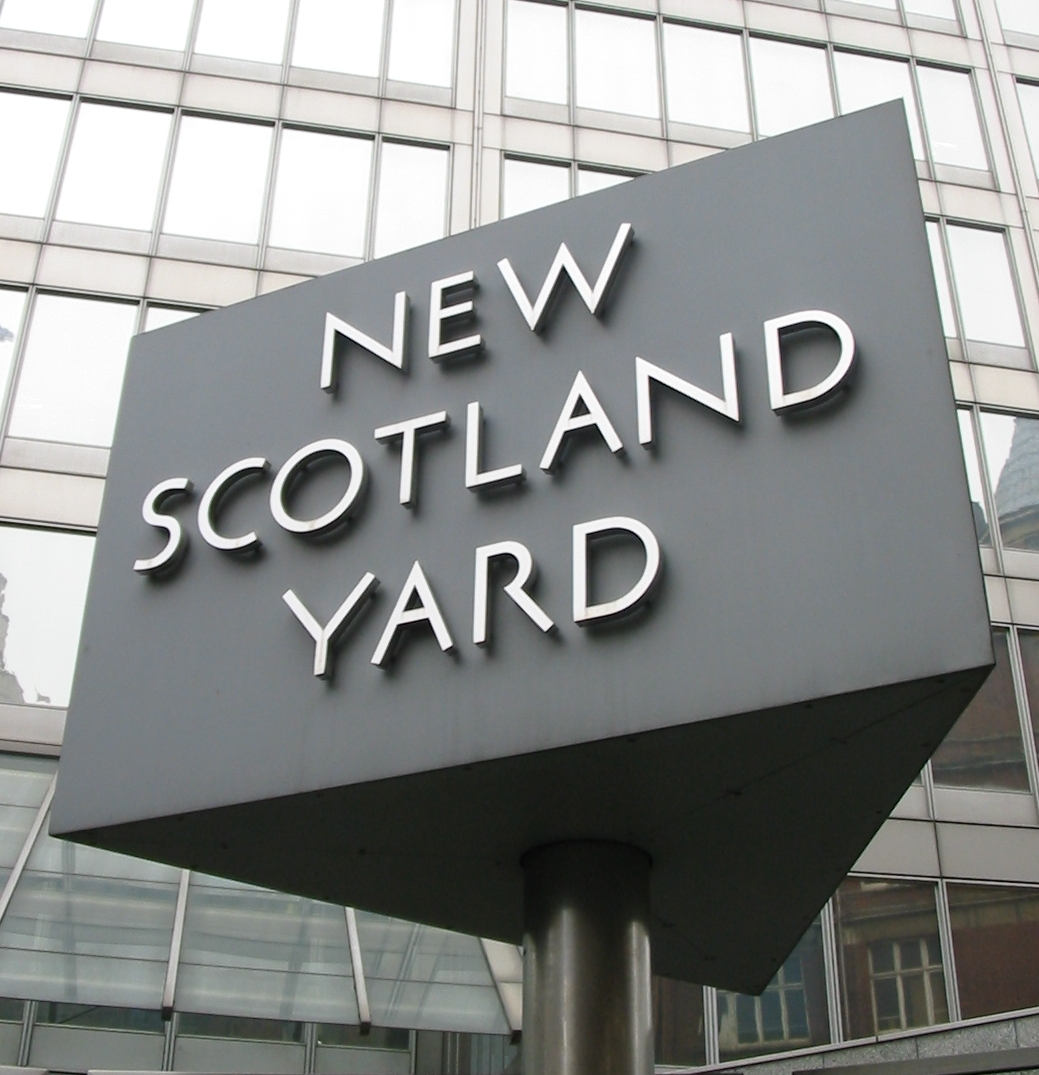
뉴 스코틀랜드 야드 본부

광역경찰청(-警察廳, Metropolitan Police Service, MPS)은 영국의 그레이터런던을 관할하는 경찰 조직이다. 본부 소재지는 웨스트민스터의 뉴 스코틀랜드 야드에 있다. 1829년 창설되었다. the Met, Met Pol, MP, the MPS 등으로 불리기도 한다. 본부의 이름을 따서 뉴 스코틀랜드 야드라고 불리기도 한다. 뉴 스코틀랜드 야드 본부 외에도 런던 시내 140개소에 경찰서를 설치하고있다.

## 같이 보기
- 뉴스 인터내셔널 전화 해킹 스캔들
- 런던 소방대
- 시티오브런던 경찰